# تشالانتشي عليا
تشالانتشي عليا (بالفارسية: چالانچی علیا) هي قرية تقع في Sarab Rural District في إيران. يقدر عدد سكانها بـ 405 نسمة بحسب إحصاء 2016.